# 葛斯摩
葛斯摩（英語：Gothmog）是托爾金奇幻小說《魔戒》中的人物，在第三部《王者再臨》中短暫地出場。他是米那斯魔窟半獸人軍隊的指揮官，地位僅次於安格馬巫王。小說並無講明葛斯摩是屬於哪個種族，但在《魔戒電影三部曲》中直接指出他是半獸人。
在帕蘭諾平原戰役中巫王被伊歐玟殺死後，葛斯摩迅速接管了魔多部隊，指揮半獸人、東方人的後備部隊繼續攻擊洛汗軍隊。戰爭結束後，托爾金並沒有描述他的最終命運。
托爾金學者羅伯特·福斯特猜測葛斯摩可能為戒靈之一。

## 改編描述
彼得·傑克森執導的《魔戒三部曲：王者再臨》（2003年）電影中，葛斯摩由劳伦斯·马克奥雷飾演。開始時他指揮了半獸人入侵了奧斯吉力亞斯，將伊西力安遊俠首領馬迪爾殺死，並宣布半獸人的時代即將到來。在剛鐸攻城戰裡，葛斯摩讓半獸人搬來破城槌葛龍得，破壞了米那斯提力斯的城門。當洛汗援軍趕到和半獸人戰鬥時，受傷的葛斯摩試圖殺害洛汗王女伊歐玟，但終被趕到的亞拉岡與金靂合力殺死。
在設計過程當中，彼得·傑克森向美術團隊表示要將葛斯摩的頭部設計成類似象人約翰·梅里克那樣。
本來傑克森和編劇還構想讓葛斯摩出現在《哈比人：五軍之戰》（2014年）裡，作為半獸人阿索格的副官，但後來還是放棄了這個設定。

## 外部連結
- 葛斯摩 （页面存档备份，存于）在IMDb上的資料（英文）
- 葛斯摩 （页面存档备份，存于）在Tolkien Gateway上的條目（英文）
- 葛斯摩 （页面存档备份，存于）在阿爾達百科上的條目（英文）